# Rijekas astronomiska centrum
Rijekas astronomiska centrum (kroatiska: Astronomski centar Rijeka) är ett amatörastronomiskt observatorium i Rijeka i Kroatien. Det ligger i stadsdelen Gornja Vežica och är öppet för allmänheten som mot inträde tillåts tillgång till objektet. 

## Byggnaden
Rijekas astronomiska centrum ligger på en höjd i stadsparken Sveti Križ i stadsdelen Gornja Vežica. Byggnaden är en tillbyggnad i flera etage och delvis en anpassning av ett äldre försvarsverk med fyra torn som år 1941 uppfördes på denna plats.   
Observatoriets totala area uppgår till 500 m2. I källarvåningen finns ett planetarium och en sal med 52 sittplatser. I planetariet visas en simulerad bild av universum. På bottenplanet finns en datorverkstad och föreläsningssal med 60 platser. Föreläsningssalens kapacitet är flexibel och kan vid speciella tillfällen såsom utställningar och vid seminarier utökas. På observatoriets tak finns en 200 m2 stor terrass med fri sikt över Kvarnerviken och det kuperade inlandet. Från terrassen går det att observera himlen från ett mindre teleskop. Byggnaden är anpassad för personer med nedsatt rörlighet och dess etage är sammanbundna med en ramp och hiss.

## Teknisk utrustning
Planetariets kupol har en diameter på 8 m. Projektorerna och programvaruutrusningen använder sig av systemet In Space System (RSA Cosmos). Observatoriets teleskop är av modellen MEADE LX 200 som har en 16" (406,4 mm) bländare. Teleskopets maximala förstoring är 800 gånger.